# Босна и Херцеговина на Летњим олимпијским играма 1996.
Босну и Херцеговину у свом другом учествовању на Летњим олимпијским играма у Атланти 1996. имала је девет спортиста, од којих 7 мушкараца и две жене, који су се такмичили у 7 индивидуалних спортова.
Заставу на свечаном отварању је носио маратонац Ислам Ђугум.
Екипа Босне и Херцеговине није освојила ниједну медаљу.

## Учесници по спортовима
| Спорт        | Мушкарци | Жене | Укупно |
| ------------ | -------- | ---- | ------ |
| Атлетика     | 1        | 1    | 2      |
| Кајак и кану | 1        | 0    | 1      |
| Пливање      | 1        | 1    | 2      |
| Рвање        | 1        | 0    | 1      |
| Стони тенис  | 1        | 0    | 1      |
| Стрељаштво   | 1        | 0    | 1      |
| Џудо         | 1        | 0    | 1      |
| Укупно (7)   | 7        | 2    | 9      |

## Атлетика

### Мушкарци
| Атлетичар Лични рекорд | Дисциплина | Група    | Група | Четвртфинале | Четвртфинале | Полуфинале | Полуфинале | Финале   | Финале    | Детаљи                                       |
| Атлетичар Лични рекорд | Дисциплина | Резултат | Место | Резултат     | Место        | Резултат   | Место      | Резултат | Место     | Детаљи                                       |
| ---------------------- | ---------- | -------- | ----- | ------------ | ------------ | ---------- | ---------- | -------- | --------- | -------------------------------------------- |
| Ислам Ђугум            | маратон    |          |       |              |              |            |            | 2:47:38  | 107 / 124 | Архивирано на веб-сајту (27. септембар 2007) |

### Жене
| Атлетичарка Лични рекорд | Дисциплина   | Група    | Група | Финале   | Финале | Детаљи                                       |
| Атлетичарка Лични рекорд | Дисциплина   | Резултат | Место | Резултат | Место  | Детаљи                                       |
| ------------------------ | ------------ | -------- | ----- | -------- | ------ | -------------------------------------------- |
| Када Делић               | 10 км ходање |          |       | 48:47    | 38/44  | Архивирано на веб-сајту (27. септембар 2007) |

## Кајак и кану на дивљим водама
Мушкарци
| Такмичар        | Дисциплина | 1. вожња | 1. вожња | 1. вожња | 2. вожња | 2. вожња | 2. вожња | Финале   | Финале | Детаљи                                       |
| Такмичар        | Дисциплина | Време    | Пенали   | Укупно   | Време    | Пенали   | Укупно   | Резултат | Место  | Детаљи                                       |
| --------------- | ---------- | -------- | -------- | -------- | -------- | -------- | -------- | -------- | ------ | -------------------------------------------- |
| Самир Карабашић | K-1        | 213,01   | 35       | 148.01   | 191,85   | 5        | 196,85   | 196,85   | 41/44  | Архивирано на веб-сајту (27. септембар 2007) |

## Пливање

#### Мушкарци
| Пливач         | Дисциплина     | Група | Група   | Полуфинале       | Полуфинале       | Финале           | Финале           | Детаљи         |
| Пливач         | Дисциплина     | Време | Пласман | Време            | Пласман          | Време            | Пласман          | Детаљи         |
| -------------- | -------------- | ----- | ------- | ---------------- | ---------------- | ---------------- | ---------------- | -------------- |
| Јанко Гојковић | 100 м слободно | 51,28 | 36 / 59 | Није се пласирао | Није се пласирао | Није се пласирао | Није се пласирао | [ мртва веза ] |
| Јанко Гојковић | 100 м делфин   | 56,11 | 41 / 49 | Није се пласирао | Није се пласирао | Није се пласирао | Није се пласирао | [ мртва веза ] |

### Жене
| Пливачица     | Дисциплина  | Група   | Група   | Полуфинале        | Полуфинале        | Финале            | Финале            | Детаљи         |
| Пливачица     | Дисциплина  | Време   | Пласман | Време             | Пласман           | Време             | Пласман           | Детаљи         |
| ------------- | ----------- | ------- | ------- | ----------------- | ----------------- | ----------------- | ----------------- | -------------- |
| Дијана Квесић | 100 м леђно | 2:23,78 | 32 / 33 | Није се пласирала | Није се пласирала | Није се пласирала | Није се пласирала | [ мртва веза ] |

## Рвање
Грчко-римски стил
| Рвач           | Дисциплина | Први круг             | Осмина финала    | ЧФ               | ПФ               | Фин.             | Репасаж 2 коло   | Репасаж 3 коло         | Репасаж 4 коло   | Репасаж 5 коло   | Репасаж 6 коло   | 3 место Финале   | Пласман          |
| Рвач           | Дисциплина | Против. Рез.          | Против. Рез.     | Против. Рез.     | Против. Рез.     | Против. Рез.     | Против. Рез.     | Против. Рез.           | Против. Рез.     | Против. Рез.     | Против. Рез.     | Против. Рез.     | Пласман          |
| -------------- | ---------- | --------------------- | ---------------- | ---------------- | ---------------- | ---------------- | ---------------- | ---------------------- | ---------------- | ---------------- | ---------------- | ---------------- | ---------------- |
| Фахрудин Хаџић | −62 кг     | Олејнук УКР Пор. 0-12 | Није се пласирао | Није се пласирао | Није се пласирао | Није се пласирао | Cox КАН Поб. 5-2 | Waldroup САД Пор. 0-12 | Није се пласирао | Није се пласирао | Није се пласирао | Није се пласирао | Није се пласирао |

## Стони тенис

#### Мушкарци
Представник Босни и Хњерцеговине у појединачној конкуренцији Тарик Хаџић играо је у групи Л.
| # | Такмичар            | Меч | Меч | Меч | Сет | Сет | Поени | Поени |
| # | Такмичар            | И   | Д   | И   | Д   | И   | ПД    | ПП    |
| - | ------------------- | --- | --- | --- | --- | --- | ----- | ----- |
| 1 | Дмитриј Мазунов РУС | 3   | 3   | 0   | 6   | 0   | 128   | 95    |
| 2 | Петер Карлсон ШВЕ   | 3   | 2   | 1   | 4   | 3   | 123   | 124   |
| 3 | Џим Батлер САД      | 3   | 1   | 2   | 3   | 4   | 133   | 136   |
| 4 | Терик Хаџић БИХ     | 3   | 0   | 3   | 0   | 6   | 97    | 126   |

## Стрељаштво

#### Мушкарци
| Стрелац       | Дисциплина          | Квалификација           | Квалификација | Финале           | Финале           | Плаасман | Детаљи |
| Стрелац       | Дисциплина          | Резултат                | Пласман       | Резултат         | Укупно           | Плаасман | Детаљи |
| ------------- | ------------------- | ----------------------- | ------------- | ---------------- | ---------------- | -------- | ------ |
| Неџад Фазлија | Ваздушна пушка 10 м | 586                     | 25/44         | Није се пласирао | Није се пласирао | 25       |        |
| Неџад Фазлија | Пушка лежечи 50 м   | 583                     | 51/52         | Није се пласирао | Није се пласирао | 51       |        |
| Неџад Фазлија | Пушка тростав 50 м  | 395 + 377 + 391 = 1.163 | 18-21/45      | Није се пласирао | Није се пласирао | 18-21    |        |

## Џудо

#### Мушкарци
| Такмичар        | Дисциплина | Коло 64               | Коло 32          | Коло 16          | Четвртфинале     | Полуфинале       | Финале           | Финале           |
| Такмичар        | Дисциплина | Противник Рез.        | Противник Рез.   | Противник Рез.   | Противник Рез.   | Противник Рез.   | Противник Рез.   |                  |
| --------------- | ---------- | --------------------- | ---------------- | ---------------- | ---------------- | ---------------- | ---------------- | ---------------- |
| Давор Влашковац | -71 кг     | Андреј Голбан МДА Пор | Није се пласирао | Није се пласирао | Није се пласирао | Није се пласирао | Није се пласирао | Није се пласирао |